# Demetrio Angola
Demetrio Angola Langaveri (Coripata, 22 de junho de 1965) é um ex-futebolista boliviano, que atuava como atacante. 

## Carreira
Disputou uma edição da Copa América (em 1995), vestindo a camisa 7, e chegou a marcar um gol contra a Argentina. Por clubes, ele se destacou no Jorge Wilstermann. Encerrou a carreira no San José de Oruro.